# Shinagawa
Shinagawa (品川区?, Shinagawa-ku) è uno dei 23 quartieri speciali di Tokyo, Giappone. Si trova a sud di Tokyo, la capitale del Giappone.

## Descrizione
Il quartiere è molto importante per diversi aspetti. Shinagawa è un nodo stradale di grande importanza (vi è infatti una stazione della linea alta velocità Tokaido Shinkansen), è attraversata dalle linee della metropolitana che collegano Tokyo a Yokohama, si affaccia sul mare con strutture portuali mercantili e dista solo 10 km dall'aeroporto Haneda.
Sono presenti ben 5 università, ed ospita il dipartimento di scienze marittime dell'università di Tokyo.
Vicino alla stazione di Shinagawa ci sono importanti grattacieli, sedi di aziende che operano in campo tecnologico, e c'è compresenza di zone residenziali di basso ed altissimo livello.

## Geografia
Il quartiere di Shinagawa comprende altipiani e pianure naturali, nonché terreni bonificati di fronte alla baia di Tokyo.
A nord confina con i quartieri di Minato e Shibuya, con il quartiere di Meguro a ovest, con il quartiere di Ōta a sud e Kōtō a est.

### Distretti e quartieri
Shinagawa è diviso in cinque distretti:
- Distretto di Shinagawa, compreso l'ex Shinagawa-juku sulla Tōkaidō.
- Distretto di Ōsaki (大崎?, Ōsaki-chiku), in passato era una città con lo stesso nome, si estende dalla stazione di Ōsaki alle stazioni di Gotanda e Meguro.
- Distretto di Ebara (荏原?, Ebara-chiku), in passato era una città con lo stesso nome.
- Distretto di Ōi (大井?, Ōi-chiku), in passato era una città con lo stesso nome.
- Distretto di Yashio (八潮?, Yashio-chiku), costituito da terreni bonificati, compreso Higashiyashio sull'isola di Odaiba

Shinagawa
- Higashishinagawa
- Hiromachi
- Kitashinagawa
- Minamishinagawa
- Nishishinagawa

Ōi
- Ōi
- Higashiōi
- Katsushima
- Minamiōi
- Nishiōi

Ōsaki
- Ōsaki
- Higashigotanda
- Kamiosaki
- Nishigotanda

Ebara
- Ebara
- Futaba
- Hatanodai
- Higashinakanobu
- Hiratsuka
- Koyama
- Koyamadai
- Nakanobu
- Nishinakanobu
- Togoshi
- Yutakacho

Yashio
- Yashio
- Higashiyashio

## Storia
Durante il periodo Edo, Shinagawa fu la prima shukuba (stazioni di posta) delle "53 stazioni della Tōkaidō" che un viaggiatore raggiungeva dopo essere partito da Nihonbashi a Kyoto.
Dopo la Restaurazione Meiji e l'abolizione del sistema han, nel 1869 fu istituita la prefettura di Shinagawa. Nel 1871 la prefettura di Shinagawa fu integrata nella Prefettura di Tokyo.
Nel 1932, durante la riorganizzazione dei confini municipali della città di Tokyo in seguito al Grande terremoto del Kantō del 1923, fu creata una versione più piccola del quartiere di Shinagawa, le città (-machi) di Shinagawa, Ebara, Ōsaki e Ōi furono incorporate nella città di Tokyo del distretto di Ebara.
Il 15 marzo 1947 (Shōwa 22) con l'implementazione del sistema dei quartieri speciali di Tokyo, il quartiere di Shinagawa è stato istituito come quartiere speciale dalla fusione dell'ex quartiere di Shinagawa e dell'ex quartiere di Ebara.
La linea ferroviaria ad alta velocità Tōkaidō Shinkansen ha iniziato a servire la stazione di Shinagawa nel 2003.

## Trasporti

### Ferrovie
Ci sono un totale di 40 stazioni ferroviarie all'interno del quartiere. La Stazione di Ōimachi, la stazione di Gotanda e la stazione di Meguro sono stazioni terminali. La stazione di Shinagawa, che ha lo stesso nome del quartiere, si trova nel quartiere di Minato.
 JR East
 Linea Yamanote : Stazione Osaki - Stazione Gotanda - Stazione Meguro
 Linea Keihin-Tōhoku : Stazione Oimachi - Stazione Omori : La stazione Omori si trova a Omori Kita, quartiere Ota , ma l'uscita nord è a Minami Oi, quartiere Shinagawa .
 Linea Saikyō : stazione Osaki
 Linea principale Tōkaidō (Linea Ueno-Tokyo): questa linea attraversa il quartiere, ma non ci sono fermate.
 Linea Yokosuka : stazione Nishi-Oi
 Linea Shōnan-Shinjuku : Stazione Osaki - Stazione Nishi-Oi
 Linea di collegamento Sōtetsu–JR : stazione Osaki - stazione Nishi-Oi
 Japan Freight Railway Company (JR Freight)
Tokyo Freight Terminal : Ha la più grande area come stazione merci in Giappone. Viene anche trattata come una stazione passeggeri JR East, sebbene non sia previsto l'arrivo o la partenza dei treni passeggeri dalla stazione.
 Central Japan Railway Company (JR Tokai)
 Tōkaidō Shinkansen :  Passa attraverso il quartiere, ma non ci sono stazioni.
 Tōkyū Corporation
 Linea Tōkyū Meguro : Stazione Meguro - Stazione Fudomae - Stazione Musashi-Koyama - Stazione Nishi-Koyama
 Linea Tōkyū Ōimachi : Stazione Oimachi - Stazione Shimo- Shinmei - Stazione Togoshi Koen - Stazione Nakanobu - Stazione Ebaramachi - Stazione Hatanodai
 Linea Tōkyū Ikegami : Stazione Gotanda - Stazione Osaki Hirokoji - Stazione Togoshi Ginza - Stazione Ebara Nakanobu - Stazione Hatanodai
 Tokyo Waterfront Area Rapid Transit (TWR)
 Linea Rinkai : Stazione Tennozu Isle - Stazione marittima di Shinagawa - Stazione Oimachi - Stazione Osaki
 Monorotaia di Tokyo
 Tokyo Monorail Haneda Airport Line (monorotaia di Tokyo): Stazione dell'isola di Tennozu - Stazione di Oi Keibajo-mae
 Keikyu
 Linea Keikyū principale : Stazione Kitashinagawa - Stazione Shinbaba - Stazione Aomono Yokocho - Stazione Samezu - Stazione Tachiaigawa - Stazione Omori Kaigan
 Metropolitana di Tokyo
 Linea Namboku : stazione di Meguro
 Ufficio metropolitano del trasporto di Tokyo (Tōei)
 Linea Toei Mita : Stazione Meguro
 Linea Toei Asakusa : Stazione Gotanda -Stazione Togoshi - Stazione Nakanobu

### Strada
Shuto Expressway
Autostrada cittadina di Tokyo
Autostrada Nazionale 1, verso Chūō o Osaka
Autostrada Nazionale 15, verso Chūō o Yokohama
Strada statale 357

## Relazioni internazionali

### Gemellaggi
- Harbin, Heilongjiang, Cina
- Portland, Maine, Stati Uniti
- Yamakita, Prefettura di Kanagawa, Giappone
- Hayakawa, Prefettura di Yamanashi, Giappone
- Ginevra, Svizzera
- Auckland, Nuova Zelanda

### Missioni diplomatiche
- Bielorussia [1]
- Brunei [2]
- Colombia [3]
- Indonesia [4]
- Mauritania [5]
- Birmania [6]
- Macedonia del Nord [7]
- Thailandia [8]
- Zambia [9]

## Opere ambientate nel quartiere di Shinagawa
- serie Godzilla
  - Godzilla
  - Il ritorno di Godzilla
  - Gojira VS Destroyer
  - Gojira × Mekagojira
  - Gojira × Mosura × Mekagojira - Tōkyō SOS
  - Shin Godzilla
- Nihon chinbotsu: Un romanzo di fantascienza del 1973 di Sakyō Komatsu e il suo adattamento cinematografico.
- Gamera - Daikaijū kūchū kessen
- La scimmia di Shinagawa: Un racconto di Haruki Murakami contenuto nella raccolta I salici ciechi e la donna addormentata
- Confessione di una scimmia di Shinagawa: Un racconto di Haruki Murakami contenuto nella raccolta Prima persona singolare
- Lucky Seven: Un dorama con Jun Matsumoto, ambientato a Kitashinagawa e girato a Higashiōi
- GANTZ - Un adattamento cinematografico del 2011 del manga omonimo, diretto da Shinsuke Sato e scritto da Yusuke Watanabe. La stazione di Ōimachi sulla linea Rinkai è stata utilizzata come location per le riprese della scena in cui il personaggio principale perde la vita